# Ann Nocenti
Ann Nocenti (Manhattan, Nueva York, 17 de enero de 1957) es una periodista, escritora y editora norteamericana, conocida por su trabajo en historietas y revistas.

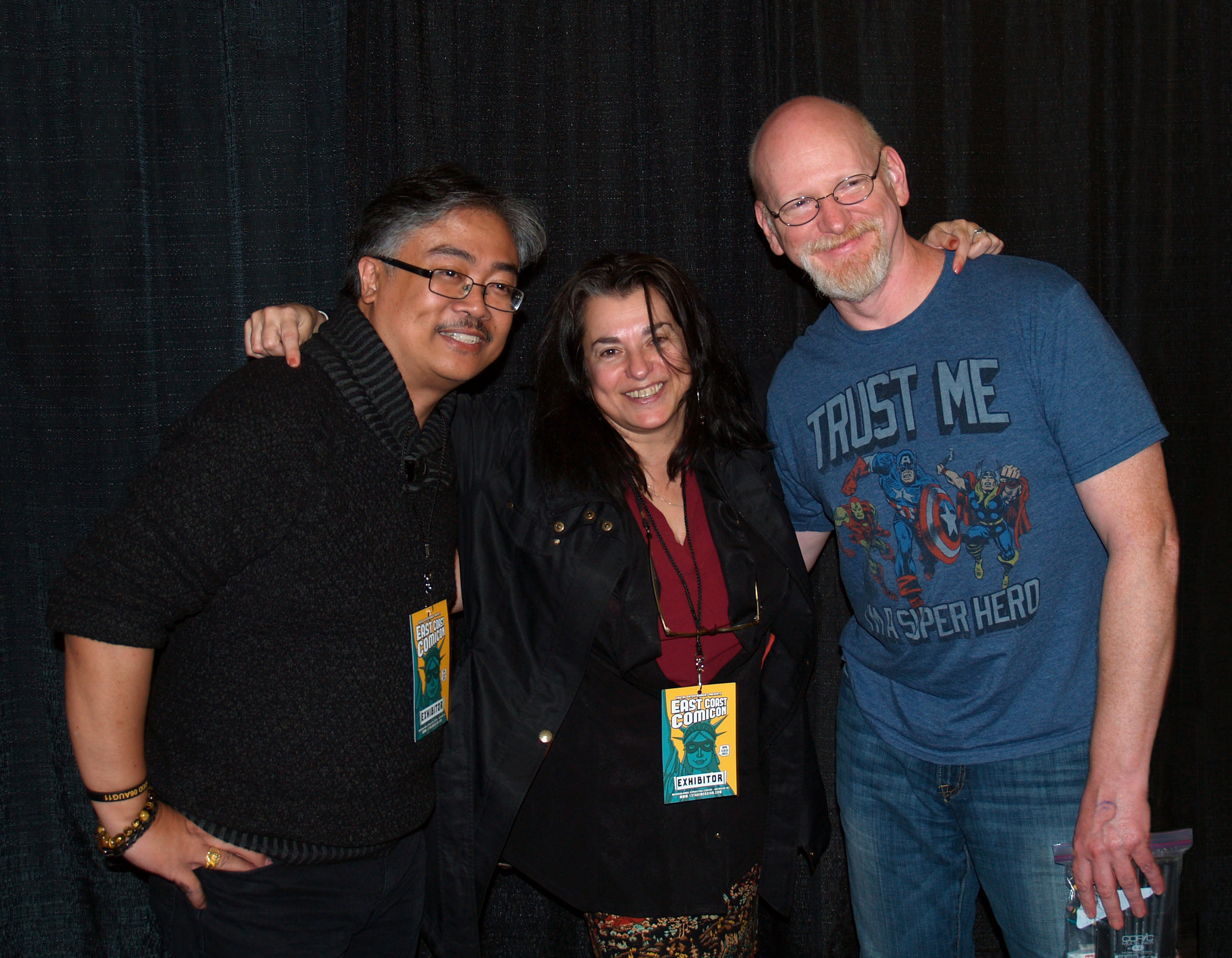
De izquierda a derecha: Whilce Portacio, Ann Nocenti y Arthur Adams en la East Coast Comicon de Nueva Jersey (11 de abril de 2015). Los tres fueron entintador, guionista y dibujante, respectivamente, de la miniserie de Longshot en la que presentaron a dicho personaje en 1985, y esta reunión del 30 aniversario del mismo fue la primera vez en que sus creadores fueron vistos juntos desde entonces.
© Luigi Novi / Wikimedia Commons

## Biografía
Cuando Ann Nocenti era niña, sus padres no aprobaban las historietas, aunque había algunas en su casa, entre ellas títulos de Archie, una antología de Pogo que gustaba mucho a Nocenti, y una antología de Dick Tracy cuyos personajes grotescos despertaron la curiosidad por el medio en Nocenti, aun más que los héroes. Nocenti asistió a la Universidad Estatal de Nueva York (SUNY) en New Paltz, periodo en el que descubrió el trabajo del historietista Robert Crumb.
Después de graduarse de la universidad, descubrió el género de superhéroes cuando contesto a un anuncio clasificado en el diario The Village Voice, lo cual la llevó a su primer trabajo en el medio de las historietas, para la editorial Marvel Comics, bajo la tutela del editor Dennis O'Neil. Nocenti debutó con una historia mitológica de seis páginas, dibujada por Greg LaRocque, en la antología Bizarre Adventures #32 (agosto de 1982).
Obtuvo su primer trabajo como guionista regular de un título de superhéroes escribiendo Spider-Woman, a partir de su número 47 (diciembre de 1982). No fue un trabajo prometedor, pues Marvel decidió cancelar esta serie con su número 50 (junio de 1983) debido a sus bajas ventas. Siguiendo la guía del editor Mark Gruenwald, quien había escrito Spider-Woman por un tiempo, Nocenti concluyó este título con la muerte del personaje titular, una decisión de la que se arrepintió más adelante. Nocenti recuerda: «Fue antes de que entendiera el intenso vínculo personal que los lectores tienen con los personajes. En retrospectiva, me di cuenta que no es algo agradable matar a un personaje. Conforme trabajé en el medio por más tiempo, desarrolle una fuerte vínculo con muchos personajes y me dic cuenta de la vida propia que tienen.» Poco después, Nocenti contribuyó en la resurrección de Spider-Woman's en Avengers #240–241 como «consultora de historia».
Escribió un número de Doctor Strange y otro de Star Wars antes de escribir los cuatro número de la miniserie Beauty and the Beast (diciembre de 1984 a junio de 1985), que tenía como protagonistas a los superhéroes Bestia y Dazzler. Durante este periodo Nocenti estaba contratada directamente por Marvel, trabajando como asistente del editor Carl Potts en títulos como The Incredible Hulk, The Defenders, Doctor Strange, y The Thing.
Nocenti y el artista Arthur Adams crearon al personaje Longshot en una miniserie de seis números del mismo nombre (septiembre de 1985 a febrero de 1986). Al explicar el concepto del personaje, Nocenti se inspiró en escritores existencialistas: «Longshot es la idea de despojar a alguien de todo lo que son. Nunca leí historietas, así que mi idea de un héroe era diferente. No podía pensar en términos de un 'superhéroe'. Pensaba, más bien, en un héroe conceptual. Al no tener antecedentes con las historietas, tiendo a proponer en primer lugar lo metafísico antes que los personajes. Sabía que quería tratar la metafísica de la suerte. Era un concepto que me interesaba [...] qué es la suerte, qué es la probabilidad, como puedes cambiar la probabilidad para que te favorezca. ¿Cuáles eran las repercusiones de eso? Así, cree a un personaje centrado alrededor de esa idea.» El existencialismo se refleja también en el creador de Longshot, Arize, que cita la famosa frase de Jean-Paul Sartre "la existencia precede a la esencia" como un método para liberarse de la autoconciencia de esclavitud.
En ese entonces, Nocenti se encontraba estudiando para su grado de Maestría en la School of International and Public Affairs, de la Universidad de Columbia, trabajaba en la revista Lies of Our Times y leía la obra de escritores como Marshall McLuhan, Noam Chomsky, Edward S. Herman y Walter Lippmann. Mojo, el archi-villano de Longshot, un esclavista y dictador que gobierna su propia dimensión a través de programas de televisión que él mismo produce, fue creado como el resultado directo de todas estas influencias. Un personaje llamado Manufactured Consent (Consenso Manufacturado), inspirado en el libro de Noam Chomsky del mismo nombre, apareció en el título The New Mutants Summer Special de 1990, producto de esas mismas influencias.
Escribió durante un largo periodo Daredevil v1 (#236-291, de 1986 a 1991) siguiendo directamente a la línea argumental definitiva escrita por Frank Miller, Daredevil: Born Again; en esta misma serie creó al personaje María Tifoidea, con el que deconstruye distintos arquetipos femeninos. En 1986 produjo la novela gráfica Someplace Strange en colaboración con el artista John Bolton, y en 1988 The Inhumans Graphic Novel en colaboración con Brett Blevins. En 1993 escribió por un periodo de 16 ediciones el título Kid Eternity para el sello Vertigo de DC Comics.
Aunque Nocenti dejó las historietas en la década de 1990, después del colapso de ventas de la industria de cómics, regresó al medio en 2004, escribiendo historias tales como Batman & Poison Ivy: Cast Shadows. Entre sus obras recientes destacan The Seeds (2018-2020), realizada en colaboración con el dibujante español David Aja, y Ruby Falls (2019-2020), en colaboración con la dibujante italiana Flavia Biondi (ambas para la editorial Dark Horse Comics).
Nocenti también edita la revista High Times bajo el nombre Annie Nocenti, y es la antigua editora de la revista para guionistas Scenario y de la revista dirigida a población reclusa Prison Life Magazine.

## Premios
- 2018 Inkpot Award (Convención Internacional de Cómics de San Diego)
- 2011 Humanitarian Award (Tulsa International Film Festival) por su trabajo documental con los estudiantes del Ciné Institute de Jacmel tras el terremoto de Haití[7]
- 1989 Nominación al Premio Eisner como Mejor Guionista por Daredevil (Marvel Comics)[8]

## Autorreferencias
- En Ultimate X-Men, una actualización a la historieta de los X-Men, el personaje Longshot, que fue creado por ella, tiene el nombre civil Arthur Centino. Su apellido, «Centino», es un anagrama de Nocenti, un homenaje a su creadora. El nombre Arthur es por el cocreador de Longshot Arthur Adams, quien fue el dibujante de dicha miniserie.

- En The Incredible Hulk #291, una edición tenía escrito en la portada «¡CUIDADO! ¡Es el mes de los asistentes de editor!», Ann Nocenti hizo un cameo, hablando con el Dr. Bruce Banner, en una historia escrita por Bill Mantlo, dibujada por Sal Buscema y entintada por Carlos Garzón y Joe Sinnot. En ese entonces Ann Nocenti era la asistente de editor para Larry Hama en The Incredible Hulk y X-Men.

## Valoración
Es reconocida por su postura de izquierda política, la cual, particularmente mientras trabajaba en Daredevil, causó cierta controversia entre los aficionados a la historieta que no coincidían con sus ideas políticas. Sin embargo, su perspectiva exploró el personaje de Daredevil en modos nuevos que fueron alabados por la crítica. Asimismo, en la novela de 1998 de los X-Men Prisoner X denuncia las malas prácticas penitenciarias y se posiciona en contra de la pena de muerte, refiriéndose a su protagonista Longshot como "anarquista".